# Florent Chaigneau
Florent Chaigneau (ur. 21 marca 1984 w La Roche-sur-Yon) – francuski piłkarz występujący na pozycji bramkarza.

## Kariera klubowa
W 2000 roku trafił do juniorów Stade Rennais FC. 14 lutego 2004 zagrał swój pierwszy profesjonalny mecz w Ligue 1 zastępujący Petr Čech przeciwko RC Lens. Podczas sezonie 2003-2004 grał siedem meczów. 12 sierpnia 2005 roku, przeszedł na zasadzie wypożyczenia do Brighton & Hove Albion F.C. 12 lipca 2006 roku podpisał kontrakt z Sporting Toulon Var.
22 czerwca 2011 roku podpisał kontrakt z FC Lorient.
| Sezon   | Klub                        | Kraj    | Rozgrywki    | Mecze | Bramki | Rozgrywki Europy | Mecze | Bramki |
| ------- | --------------------------- | ------- | ------------ | ----- | ------ | ---------------- | ----- | ------ |
| 2003/04 | Stade Rennais FC            | Francja | Ligue 1      | 7     | 0      | -                | -     | -      |
| 2004/05 | Stade Rennais FC            | Francja | Ligue 1      | 0     | 0      | -                | -     | -      |
| 2005/06 | Brighton & Hove Albion F.C. | Anglia  | Championship | 1     | 0      | -                | -     | -      |
| 2006/07 | Sporting Toulon Var         | Francja | National     | 15    | 0      | -                | -     | -      |
| 2009/10 | Le Poiré-sur-Vie VF         | Francja | CFA 2        | ?     | ?      | -                | -     | -      |
| 2010/11 | Le Poiré-sur-Vie VF         | Francja | CFA          | 31    | 0      | -                | -     | -      |
| 2011/12 | FC Lorient                  | Francja | Ligue 1      | 3     | 0      | -                | -     | -      |
| 2012/13 | FC Lorient                  | Francja | Ligue 1      | 0     | 0      | -                | -     | -      |
| 2013/14 | FC Lorient                  | Francja | Ligue 1      | 12    | 0      | -                | -     | -      |
| 2014/15 | FC Lorient                  | Francja | Ligue 1      | 0     | 0      | -                | -     | -      |

Stan na: 9 grudzień 2014 r.

## Sukcesy

### Klubowe
- Stade Rennais
  - Zwycięzca Gambardella Cup: 2003

### Reprezentacyjne
- Francja
  - Zwycięzca: (2001)  Mistrzostwa Francji U-17 w piłce nożnej